# Thon à nageoires noires
Thunnus atlanticus
Espèce
Statut de conservation UICN

 LC  : Préoccupation mineure
Le thon à nageoires noires ou thon noir (Thunnus atlanticus) est une espèce de poissons de la famille des Scombridés.